# Montagne Jasmin
Der Montagne Jasmin (Monte Jasmin) ist ein Berg der Seychellen. Er befindet sich auf der Hauptinsel Mahé.

## Geographie
Der Berg erreicht eine Höhe von 643 m. Er liegt zusammen dem Mount Simpson und dem Mont Le Niol im Gebiet von Bel Ombre im Westen von Mahé. Er ist von tropischem Regenwald bedeckt und liegt im Gebiet des Morne-Seychellois-Nationalparks. An seinem Nordhang entspringt die Rivière Maior und im Südosten verläuft die Rivière Cascade am Fuße des Berges.